# Le Noël du chiffonnier

Le Noël du chiffonnier est un film muet français réalisé par Louis Feuillade sorti en 1909.